# 趙南柱
趙南柱（1978年—）是一名韓國小說家。
畢業於梨花女子大學社會學系，其後曾長期任職時事電視節目作家，參與編制《PD筆記》、《不再不滿》等節目。後來開始從事小說創作，2011年以长篇小说《若你傾聽》获得“文学村小说奖”；2016年以长篇小说《獻給柯曼妮奇》获得“黄山伐青年文学奖”；2017年以《82年生的金智英》获“年度作家奖”，並且被翻譯成多國文字。

## 作品
- 《若你傾聽》（귀를 기울이면，2011年12月 ISBN 9788954617147 / 磨铁文化大鱼读品【代理】 2023年3月预定 ISBN 978-7-5411-6589-4）
- 《獻給柯曼妮奇/晚安，高漫妮》（고마네치를 위하여，2016年4月 ISBN 9788956609645 / 接力出版社 2021年3月 ISBN 978-7-5448-6987-4）
- 《82年生的金智英》（82년생 김지영，2016年10月 ISBN 9788937473135 /  磨铁【代理】贵州人民出版社【出版】 2019年9月 ISBN 978-7-221-15315-9 / 磨铁【代理】北京联合出版公司【出版】 2021年11月 ISBN 978-7-5596-5313-0）
- 가출 (Run Away) （2018年11月 ISBN 9791156623878）
- 《她的名字是》（그녀 이름은，2018年5月ISBN 9791130617084 / 中信出版集团 2019年11月 ISBN 978-7-5217-1025-0）
- 《薩哈公寓》（사하맨션，2019年5月 ISBN 978-89374412-5-7）
- 《橘子的滋味》（귤의 맛，2020年5月 ISBN 9788954672290 / 磨铁【代理】北京联合出版公司【出版】 2022年预定 ISBN 978-7-5596-5850-0）

### 合著
- 《대한민국 페미니스트의 고백 (1997~2017)》 2017年7月 ISBN 9791196135508
- 《给贤南哥的信》（현남 오빠에게， 2017年11月 ISBN 9791130614779 / 磨铁【代理】 花城出版社【出版】 2021年3月 ISBN 978-7-5360-9331-7）
  - 给贤南哥的信
- 《소설 보다 봄-여름 (2018)》 2018年8月 ISBN 9788932034652
- 《멜랑콜리 해피엔딩》 2019年1月 ISBN 9791160261271